# 호프-리노우 정리
호프-리노우 정리(영어: Hopf–Rinow theorem)는 리만 다양체의 측지선 완비성에 대한 일련의 진술이다. 그것은 1931년에 그것을 출판한 하인츠 호프와 그의 제자 빌리 리노우의 이름을 따서 명명됐다. Stefan Cohn-Vossen은 호프-리노우 정리의 일부를 특정 유형의 계량 공간의 맥락으로 확장했다.

## 진술
{\displaystyle (M,g)}를 매끄러운 연결 리만 다양체라 하자. 그러면, 다음 명제들은 동치이다.
1. {\displaystyle M}의 닫힌 유계 부분집합은  콤팩트 하다.
2. {\displaystyle M}이 완비 계량 공간이다.
3. {\displaystyle M}이 측지 완비다. 즉, 각 {\displaystyle p\in M,} 지수 사상 expp는 전체 접공간 {\displaystyle \operatorname {T} _{p}M.}에서 정의된다.

또한, 위의 어느 하나는 주어진 두 점이 {\displaystyle p,q\in M,} 이 두 지점을 연결하는 측지선을 극소화하는 길이가 존재한다(측지선은 일반적으로 길이 함수에 대한 임계점이며 최소값일 수도 있고 아닐 수도 있다).
호프-리노우 정리에서 완비성의 첫 번째 특성화는 순전히 다양체의 위상과 다양한 집합의 경계를 다룬다. 두 번째는 변분법 (즉 길이 함수의 극소화)에서 특정 문제에 대한 극소점의 존재를 다룬다. 세 번째는 특정 연립 상미분방정식에 대한 해의 특성을 다룬다.

## 변형 및 일반화
- 호프-리노우 정리는 다음과 같은 방법으로 길이 거리 공간에 일반화된다.
  - 길이 거리 공간이 완비 국소 콤팩트이면 두 점을 극소화 측지선으로 연결할 수 있으며 경계가 있는 닫힌 집합은 모두 콤팩트이다.

실제로 이러한 성질은 국소 콤팩트 길이 거리 공간에 대한 완비성을 특징으로 한다.
- 이 정리는 무한 차원 다양체에는 적용되지 않는다. 분리 가능한 힐베르트 공간의 단위 구는 대척점이 길이를 최소화하는 측지선으로 결합될 수 없는 방식으로 힐베르트 다양체의 구조를 부여받을 수 있다. 최소화 여부에 관계없이 두 지점이 측지선으로 결합된다는 것이 자동적으로 참이 아니라는 것이 나중에 관찰됐다.[4]
- 이 정리는 또한 로런츠 다양체에 일반화되지 않는다. Clifton-Pohl 원환은 콤팩트하지만 완비가 아닌 예(2차원 원환에 대한 미분동형사상)를 제공한다.

## 참조
- Burago, Dmitri; Burago, Yuri; Ivanov, Sergei (2001). 《A course in metric geometry》. Graduate Studies in Mathematics 33. Providence, RI: American Mathematical Society. doi:10.1090/gsm/033. ISBN 0-8218-2129-6. MR 1835418. Zbl 0981.51016.  (정오표:  )
- Bridson, Martin R.; Haefliger, André (1999). 《Metric spaces of non-positive curvature》. Grundlehren der mathematischen Wissenschaften 319. Berlin: Springer-Verlag. doi:10.1007/978-3-662-12494-9. ISBN 3-540-64324-9. MR 1744486. Zbl 0988.53001.
- do Carmo, Manfredo Perdigão (1992). 《Riemannian geometry》. Mathematics: Theory & Applications. Translated from the second Portuguese edition by Francis Flaherty. Boston, MA: Birkhäuser Boston, Inc. ISBN 0-8176-3490-8. MR 1138207. Zbl 0752.53001.
- Gallot, Sylvestre; Hulin, Dominique; Lafontaine, Jacques (2004). 《Riemannian geometry》. Universitext Thi판. Springer-Verlag. doi:10.1007/978-3-642-18855-8. ISBN 3-540-20493-8. MR 2088027. Zbl 1068.53001.
- Gromov, Misha (1999). 《Metric structures for Riemannian and non-Riemannian spaces》. Progress in Mathematics 152. 번역 Bates, Sean Michael. With appendices by M. Katz, P. Pansu, and S. Semmes. Bas one 1981 French original판. Boston, MA: Birkhäuser Boston, Inc. doi:10.1007/978-0-8176-4583-0. ISBN 0-8176-3898-9. MR 1699320. Zbl 0953.53002.
- Jost, Jürgen (2017). 《Riemannian geometry and geometric analysis》. Universitext Seven of 1995 original판. Springer, Cham. doi:10.1007/978-3-319-61860-9. ISBN 978-3-319-61859-3. MR 3726907. Zbl 1380.53001.
- Kobayashi, Shoshichi; Nomizu, Katsumi (1963). 《Foundations of differential geometry. Volume I》. New York–London: John Wiley & Sons, Inc. MR 0152974. Zbl 0119.37502.
- Lang, Serge (1999). 《Fundamentals of differential geometry》. Graduate Texts in Mathematics 191. New York: Springer-Verlag. doi:10.1007/978-1-4612-0541-8. ISBN 0-387-98593-X. MR 1666820. Zbl 0932.53001.
- O'Neill, Barrett (1983). 《Semi-Riemannian geometry. With applications to relativity》. Pure and Applied Mathematics 103. New York: Academic Press, Inc. doi:10.1016/s0079-8169(08)x6002-7. ISBN 0-12-526740-1. MR 0719023. Zbl 0531.53051.
- Petersen, Peter (2016). 《Riemannian geometry》. Graduate Texts in Mathematics 171 Thi of 1998 original판. Springer, Cham. doi:10.1007/978-3-319-26654-1. ISBN 978-3-319-26652-7. MR 3469435. Zbl 1417.53001.